# Monnet-la-Ville
Monnet-la-Ville est une commune française située dans le département du Jura, la région culturelle et historique de Franche-Comté et la région administrative Bourgogne-Franche-Comté. 
Elle fait partie de la communauté de communes Champagnole Nozeroy Jura.

## Géographie

### Climat
Pour des articles plus généraux, voir Climat de la Bourgogne-Franche-Comté et Climat du département du Jura.
En 2010, le climat de la commune est de type climat de montagne, selon une étude du Centre national de la recherche scientifique s'appuyant sur une série de données couvrant la période 1971-2000. En 2020, Météo-France publie une typologie des climats de la France métropolitaine dans laquelle la commune est exposée à un climat semi-continental et est dans la région climatique  Jura, caractérisée par une forte pluviométrie en toutes saisons (1 000 à 1 500 mm/an), des hivers rigoureux et un ensoleillement médiocre. 
Pour la période 1971-2000, la température annuelle moyenne est de 9,5 °C, avec une amplitude thermique annuelle de 16,7 °C. Le cumul annuel moyen de précipitations est de 1 552 mm, avec 13,3 jours de précipitations en janvier et 10,1 jours en juillet. Pour la période 1991-2020, la température moyenne annuelle observée sur la station météorologique de Météo-France la plus proche, « Besain », sur la commune de Besain à 7 km à vol d'oiseau, est de 9,6 °C et le cumul annuel moyen de précipitations est de 1 525,6 mm. 
La température maximale relevée sur cette station est de 39,5 °C, atteinte le 25 juillet 2019 ; la température minimale est de −33 °C, atteinte le 2 janvier 1971,,. 
Les paramètres climatiques de la commune ont été estimés pour le milieu du siècle (2041-2070) selon différents scénarios d'émission de gaz à effet de serre à partir des nouvelles projections climatiques de référence DRIAS-2020. Ils sont consultables sur un site dédié publié par Météo-France en novembre 2022.

## Urbanisme

### Typologie
Au 1er janvier 2024, Monnet-la-Ville est catégorisée commune rurale à habitat dispersé, selon la nouvelle grille communale de densité à sept niveaux définie par l'Insee en 2022.
Elle est située hors unité urbaine. Par ailleurs la commune fait partie de l'aire d'attraction de Champagnole, dont elle est une commune de la couronne,. Cette aire, qui regroupe 43 communes, est catégorisée dans les aires de moins de 50 000 habitants,.

### Occupation des sols
L'occupation des sols de la commune, telle qu'elle ressort de la base de données européenne d’occupation biophysique des sols Corine Land Cover (CLC), est marquée par l'importance des forêts et milieux semi-naturels (49,5 % en 2018), une proportion identique à celle de 1990 (49,5 %). La répartition détaillée en 2018 est la suivante : 
forêts (49,5 %), terres arables (34,2 %), zones urbanisées (7,5 %), prairies (7,1 %), zones agricoles hétérogènes (1,7 %). L'évolution de l’occupation des sols de la commune et de ses infrastructures peut être observée sur les différentes représentations cartographiques du territoire : la carte de Cassini (XVIIIe siècle), la carte d'état-major (1820-1866) et les cartes ou photos aériennes de l'IGN pour la période actuelle (1950 à aujourd'hui).

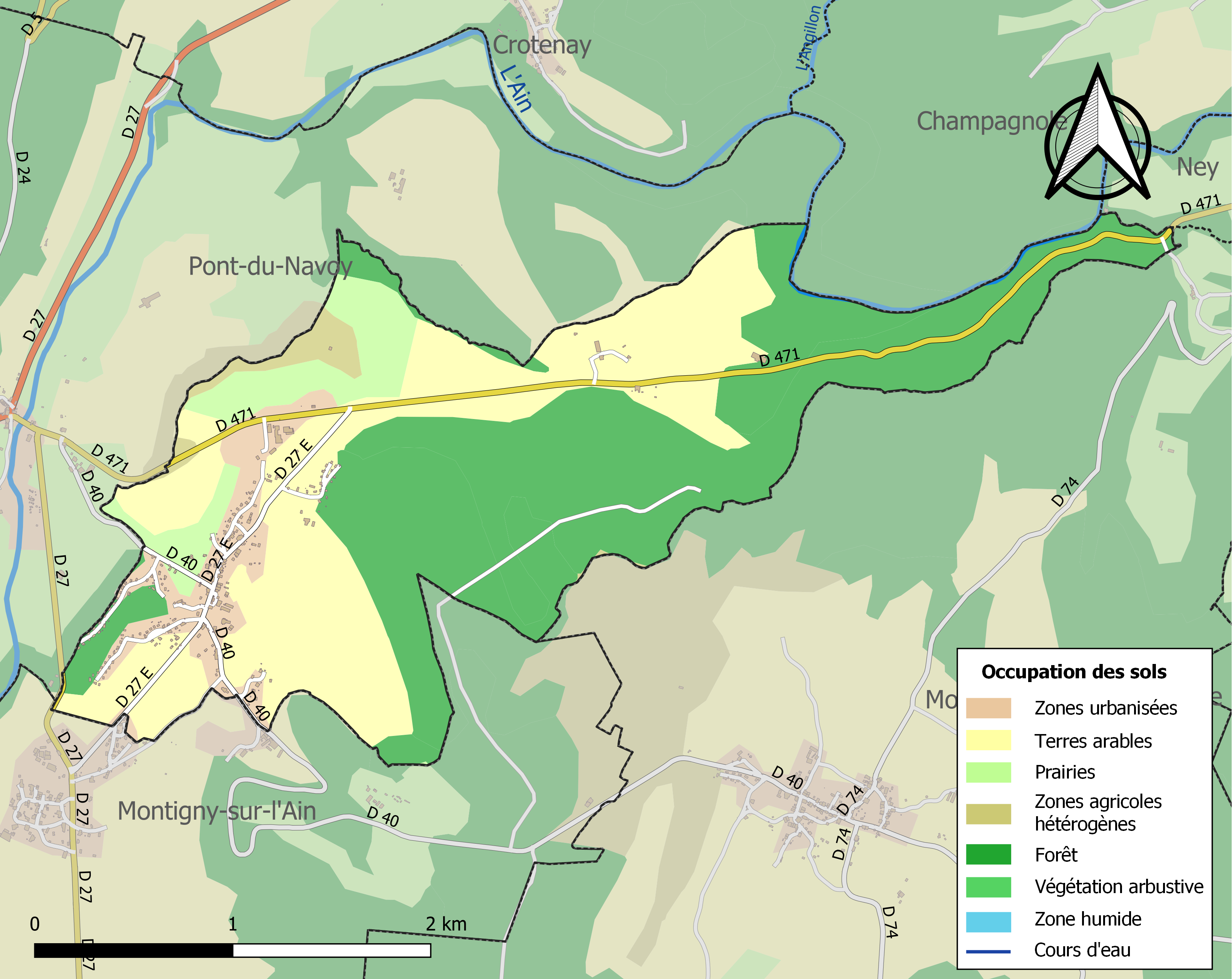
Carte des infrastructures et de l'occupation des sols de la commune en 2018 (CLC).

## Histoire
Entre 1790 et 1794, Monnet-la-Ville absorbe la commune éphémère de Maison-du-Bois.
Le château de Monnet-la-Roche se caractérise par son architecture typique des châteaux médiévaux, avec des murs en pierre, des tourelles, et une allure imposante. Il est situé sur une colline, offrant une vue panoramique sur les environs. Il aurait été construit à des fins défensives vers le XIe siècle et peut avoir été modifié et restauré à différentes époques de son histoire.

## Politique et administration
| Période    | Période  | Identité          | Étiquette | Qualité       |
| ---------- | -------- | ----------------- | --------- | ------------- |
| avant 1981 | ?        | Bernard Ferreux   |           |               |
| mars 2001  | 2014     | Adrien Masson     |           |               |
| mars 2014  | En cours | Jean-Marie Voisin | LR        | Fonctionnaire |

## Démographie
L'évolution du nombre d'habitants est connue à travers les recensements de la population effectués dans la commune depuis 1793. Pour les communes de moins de 10 000 habitants, une enquête de recensement portant sur toute la population est réalisée tous les cinq ans, les populations de référence des années intermédiaires étant quant à elles estimées par interpolation ou extrapolation. Pour la commune, le premier recensement exhaustif entrant dans le cadre du nouveau dispositif a été réalisé en 2007.

En 2022, la commune comptait 332 habitants, en évolution de −4,32 % par rapport à 2016 (Jura : −0,81 %, France hors Mayotte : +2,11 %).
| 1793 | 1800 | 1806 | 1821 | 1831 | 1836 | 1841 | 1846 | 1851 |
| ---- | ---- | ---- | ---- | ---- | ---- | ---- | ---- | ---- |
| 174  | 156  | 173  | 195  | 247  | 223  | 253  | 221  | 223  |

| 1856 | 1861 | 1866 | 1872 | 1876 | 1881 | 1886 | 1891 | 1896 |
| ---- | ---- | ---- | ---- | ---- | ---- | ---- | ---- | ---- |
| 202  | 219  | 190  | 180  | 160  | 161  | 162  | 169  | 162  |

| 1901 | 1906 | 1911 | 1921 | 1926 | 1931 | 1936 | 1946 | 1954 |
| ---- | ---- | ---- | ---- | ---- | ---- | ---- | ---- | ---- |
| 173  | 147  | 147  | 128  | 108  | 108  | 113  | 122  | 107  |

| 1962 | 1968 | 1975 | 1982 | 1990 | 1999 | 2006 | 2007 | 2012 |
| ---- | ---- | ---- | ---- | ---- | ---- | ---- | ---- | ---- |
| 110  | 123  | 235  | 303  | 305  | 330  | 367  | 372  | 361  |

| 2017 | 2022 | - | - | - | - | - | - | - |
| ---- | ---- | - | - | - | - | - | - | - |
| 343  | 332  | - | - | - | - | - | - | - |

## Lieux et monuments

### Voies
| 22 odonymes recensés à Monnet-la-Ville au 23 novembre 2013    | 22 odonymes recensés à Monnet-la-Ville au 23 novembre 2013 | 22 odonymes recensés à Monnet-la-Ville au 23 novembre 2013 | 22 odonymes recensés à Monnet-la-Ville au 23 novembre 2013 | 22 odonymes recensés à Monnet-la-Ville au 23 novembre 2013 | 22 odonymes recensés à Monnet-la-Ville au 23 novembre 2013 | 22 odonymes recensés à Monnet-la-Ville au 23 novembre 2013 | 22 odonymes recensés à Monnet-la-Ville au 23 novembre 2013 | 22 odonymes recensés à Monnet-la-Ville au 23 novembre 2013 | 22 odonymes recensés à Monnet-la-Ville au 23 novembre 2013 | 22 odonymes recensés à Monnet-la-Ville au 23 novembre 2013 | 22 odonymes recensés à Monnet-la-Ville au 23 novembre 2013 | 22 odonymes recensés à Monnet-la-Ville au 23 novembre 2013 | 22 odonymes recensés à Monnet-la-Ville au 23 novembre 2013 | 22 odonymes recensés à Monnet-la-Ville au 23 novembre 2013 | 22 odonymes recensés à Monnet-la-Ville au 23 novembre 2013 |
| Allée                                                         | Avenue                                                     | Bld                                                        | Chemin                                                     | Cours                                                      | Impasse                                                    | Montée                                                     | Passage                                                    | Place                                                      | Quai                                                       | Rd-point                                                   | Route                                                      | Rue                                                        | Ruelle                                                     | Autres                                                     | Total                                                      |
| ------------------------------------------------------------- | ---------------------------------------------------------- | ---------------------------------------------------------- | ---------------------------------------------------------- | ---------------------------------------------------------- | ---------------------------------------------------------- | ---------------------------------------------------------- | ---------------------------------------------------------- | ---------------------------------------------------------- | ---------------------------------------------------------- | ---------------------------------------------------------- | ---------------------------------------------------------- | ---------------------------------------------------------- | ---------------------------------------------------------- | ---------------------------------------------------------- | ---------------------------------------------------------- |
| 0                                                             | 0                                                          | 0                                                          | 2                                                          | 0                                                          | 0                                                          | 4                                                          | 0                                                          | 1                                                          | 0                                                          | 0                                                          | 2                                                          | 13                                                         | 0                                                          | 4                                                          | 22                                                         |
| Notes « N »                                                   |                                                            |                                                            |                                                            |                                                            |                                                            |                                                            |                                                            |                                                            |                                                            |                                                            |                                                            |                                                            |                                                            |                                                            |                                                            |
| Sources : rue-ville.info & OpenStreetMap & FNACA-GAJE du Jura |                                                            |                                                            |                                                            |                                                            |                                                            |                                                            |                                                            |                                                            |                                                            |                                                            |                                                            |                                                            |                                                            |                                                            |                                                            |

### Édifices

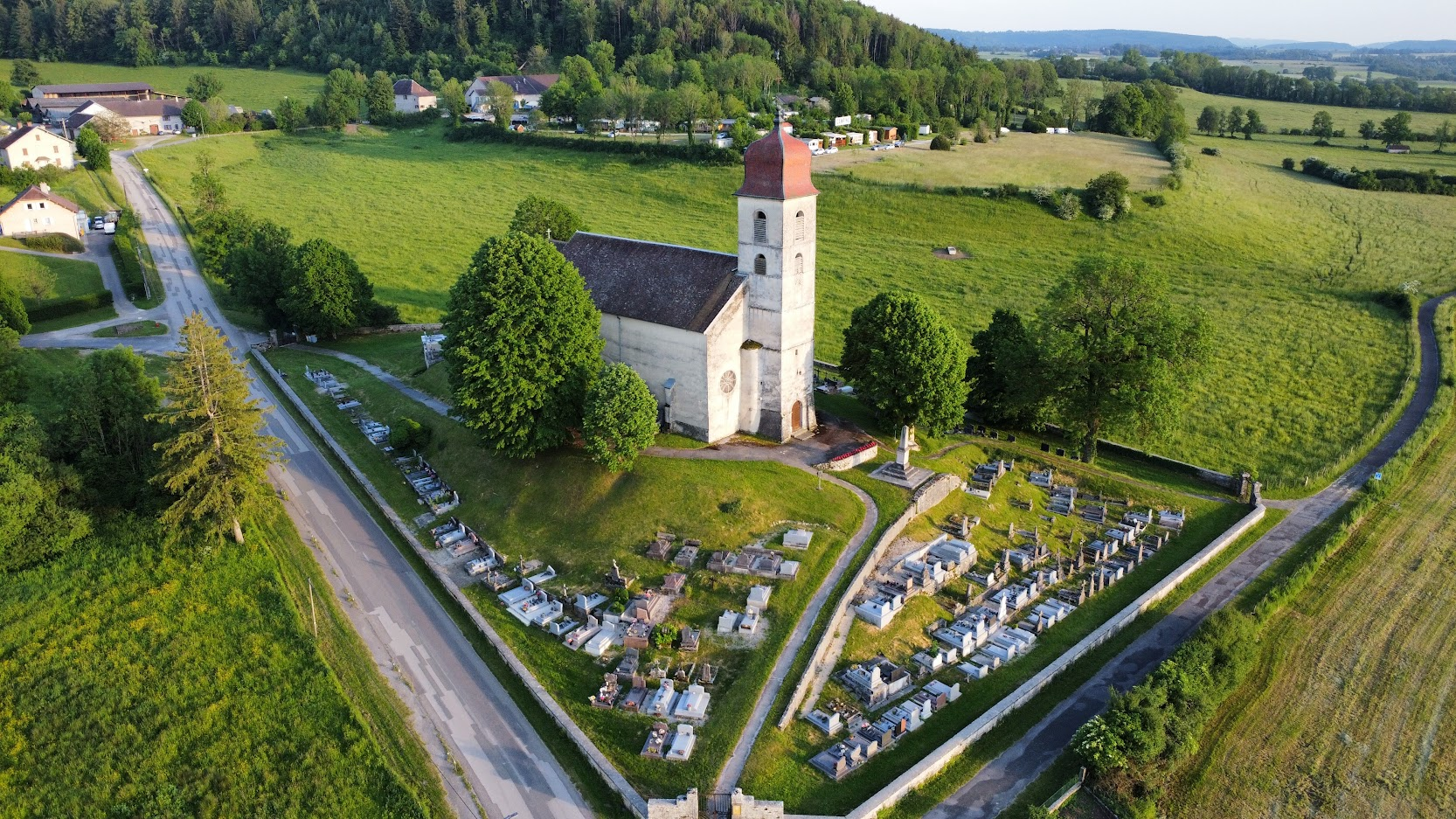
Clocher de l'église de Monnet-la-Ville

Le cimetière mérovingien de Monnet-la-Ville, exemple de métissage entre les Gallo-romains et les nouveaux arrivants germaniques est présenté au musée archéologique de Champagnole.
L'église paroissiale est placée sous le vocable de saint Maurice, sur une butte à l'écart du village ; elle servait d'église paroissiale à Pont-du-Navoy et à Montigny-sur-l'Ain.
Château de Monnet-La-Roche :

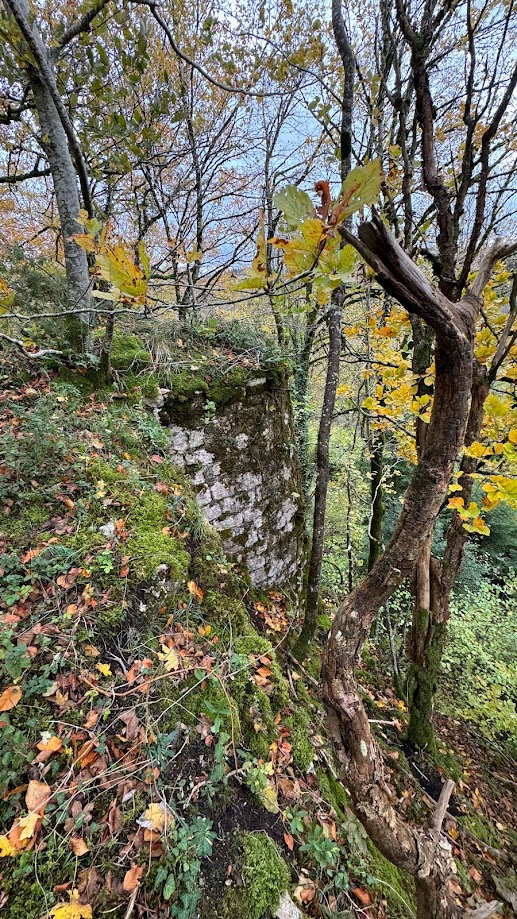
L'un des donjons (sud) encore en bon état et visible

Ruines d'un château cité au XIe siècle et démantelé par les troupes de Louis XI en 1480 durant les guerres de Bourgogne.
Ce château a soutenu victorieusement un siège au XIVe siècle contre les Routiers.
On peut y distinguer une première basse-cour précédée d'un double fossé, puis le château à proprement parler lui-même protégé par un fossé.
Les vestiges de l'enceinte de la basse-cour du château sont encore bien visibles. À l'intérieur de cette dernière avaient été établies la maison du portier qui n'avait point de cheminée, une ferme abritant la chambre du châtelain, la grange aux céréales, la cave à vin & une étable pour les chevaux, une grande citerne (dont on aperçoit encore les vestiges avec son enduit d'étanchéité) ainsi qu'une chapelle voûtée dédiée à la Vierge Marie.
On accédait au château par une tour porche précédée d'un grand fossé séparant la basse-cour de la haute-cour.
il ne reste de cette tour que des soubassements insignifiants.
On débouche sur une petite cour avec à gauche les restes d'une tour ronde protégeant à l'aide d'un bâtiment carré qui lui est accolé, une poterne avec chemin d'accès taillé dans le roc vif puis un peu plus loin le premier niveau d'un donjon ou d'une tour de forme carrée.
À l'intérieur de cette dernière, il est encore possible d'admirer une belle petite ouverture ogivale qui devait servir d'oratoire puis à droite de celle-ci les restes d'une porte donnant accès au conduit rectangulaire des latrines.

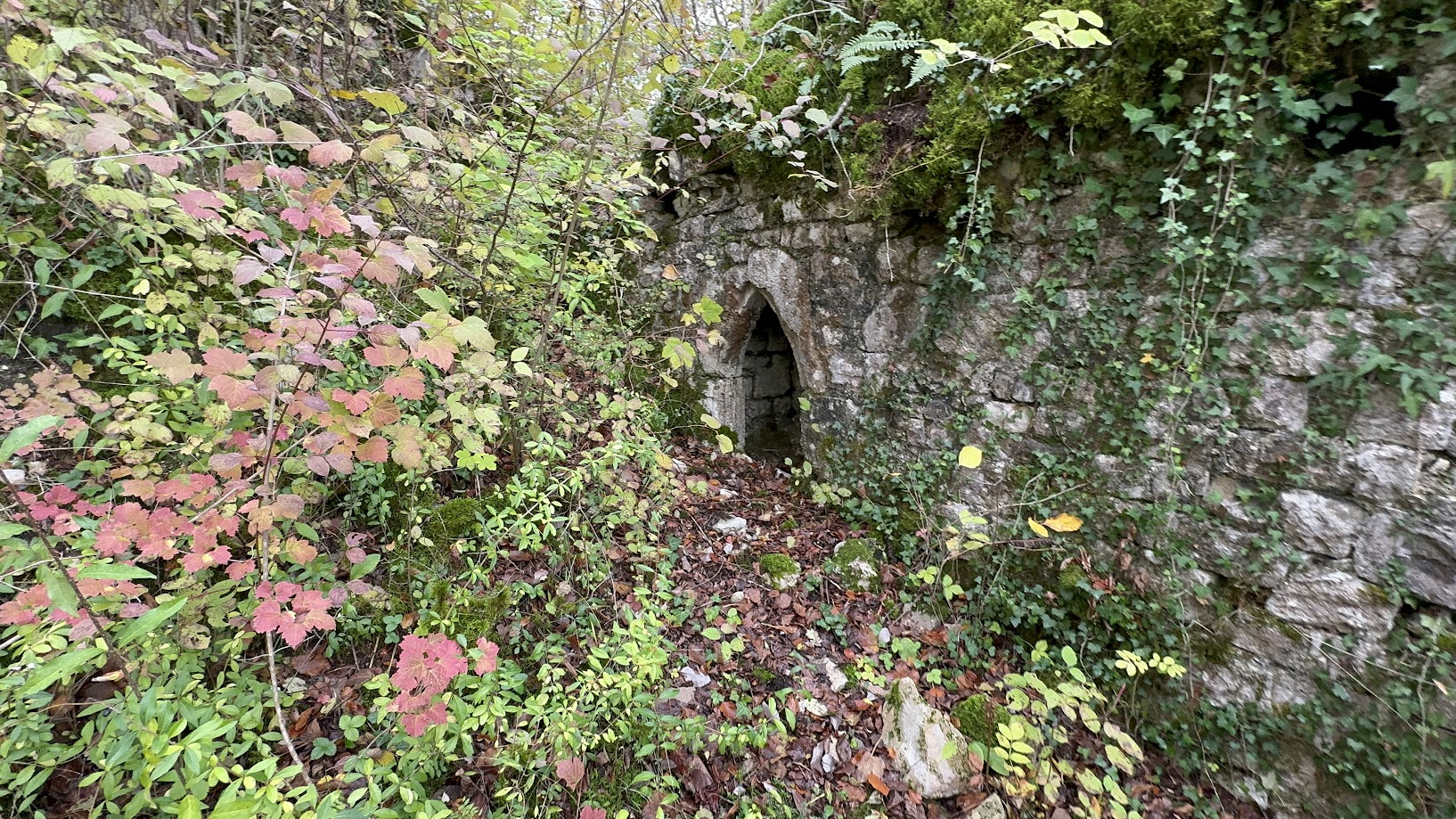
L'ancien oratoire du château

Le descriptif de cet imposant site castral est très bien connu grâce à un compte réalisé du 1er octobre 1473 au 30 septembre 1474 par Jacques De Merlie, receveur de la seigneurie de Monnet, et faisant état de la seigneurie et de son château juste avant sa destruction définitive en 1480.

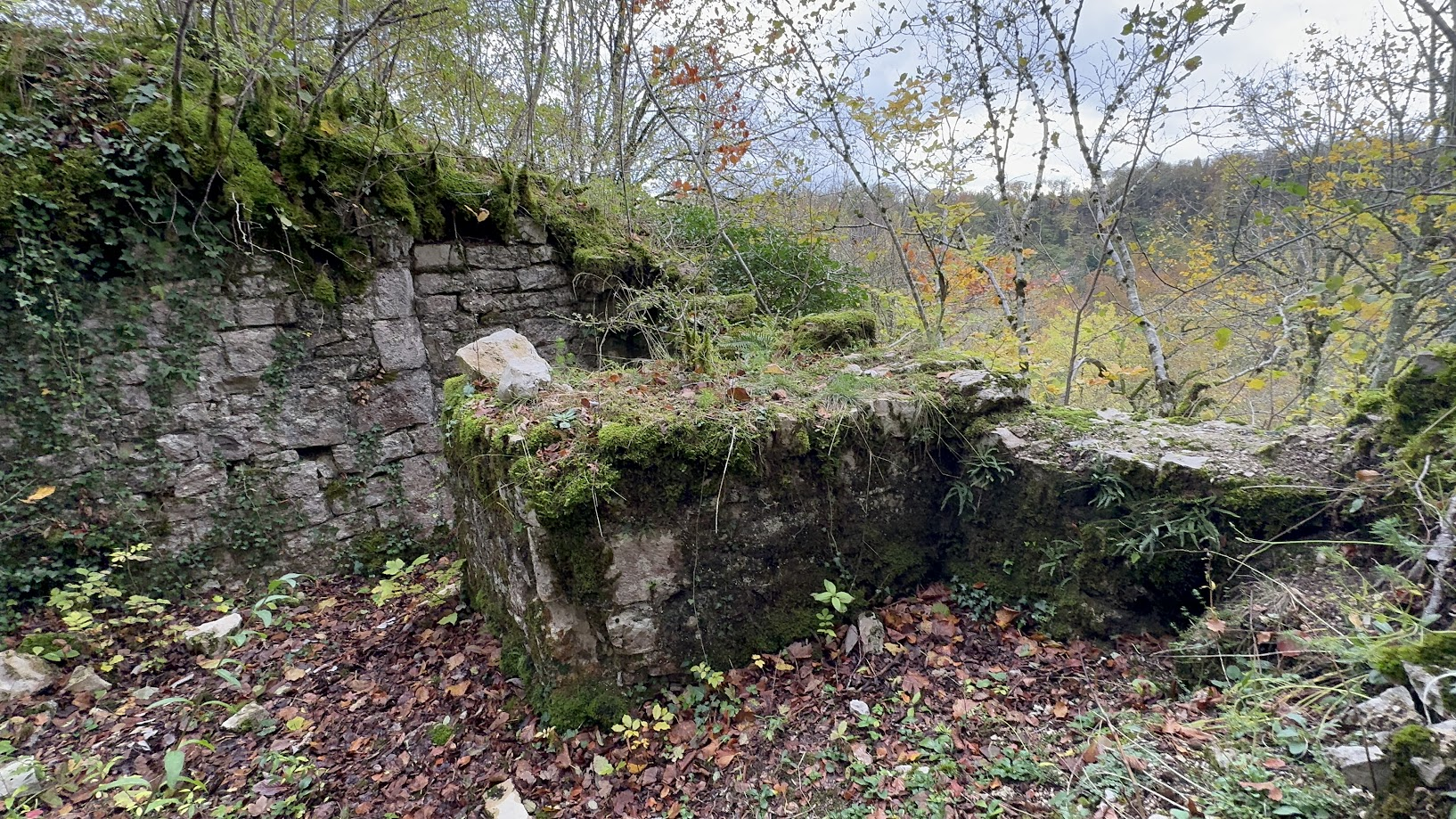
Ruine de la basse-cour

À cette époque, le château est stipulé en bien piteux état du fait des calamités guerrières et du non-entretien régulier des bâtiments : pièces de charpentes découvertes, travaux de maçonnerie inachevés, tour brûlée... Les travaux entrepris alors par Charles le Téméraire, en 1474-1475 ne le sauveront malheureusement point de la ruine...
En 2023, ces vestiges sont encore bien visibles.